# Jan Křtitel
Svatý Jan Křtitel, v pravoslavné tradici zvaný též Předchůdce (starořečtina Ἰωάννης ὁ βαπτίζων, staroslověnština Іоаннъ Крестѧи), byl prorok z 1. století, jenž figuruje ve vyprávěných evangeliích a dalších spisech. Zmiňuje se o něm také židovský historik Flavius Iosephus ve spise Židovské starožitnosti a posvátné knihy blízkovýchodních Mandejců, kteří ho považují za svého hlavního proroka a zakladatele jejich náboženství. Jan Křtitel je tedy ctěn křesťany i mandejci, stejně jako muslimy. V Koránu je nazýván Yahya a je považován za proroka, jenž byl seslán před prorokem Ježíšem (Isa).

## Životopis
Narodil se postarším rodičům, Zachariáši a Alžbětě. Toto narození zvěstoval archanděl Gabriel Zachariášovi, který mu nevěřil, a proto oněměl až do provedení obřízky Jana Křtitele.
Jako mladý odešel Jan Křtitel do pouště, aby se připravil na své budoucí povolání. V poušti se živil medem divokých včel,  kobylkami, (podle některých překladů plody rohovníku – svatojánským chlebem) a kořínky rostlin. Ve věku 30 let se stal kazatelem, aby připravoval lidi na příchod Vykupitele. Svým příkladným a asketickým životem se stal velmi populární, proto za ním přicházelo mnoho lidí, které křtil v řece Jordánu; takto pokřtil i Ježíše Krista.
V jednom ze svých kázání odsoudil i Héróda Antipu za zavržení manželky a sňatek se ženou vlastního bratra. Héródés ho za tuto kritiku nechal uvěznit. Jeho žena řekla své dceři Salomé, ať si přeje jeho hlavu, což se brzy poté stalo – Heródés Salomé vyhověl a Jana Křtitele nechal setnout.
Janův životopis, který prezentuje Flavius Josephus, je mírně odlišný: Jan je charakterizován jako nekompromisní kazatel ctnosti a pokání, jehož vnějším znamením je křest. Herodes ho nechá zabít v pevnosti Machairús, protože se obává, že by mohl podnítit povstání.

## Uctívání ve světě

Leonardo da Vinci: Jan Křtitel

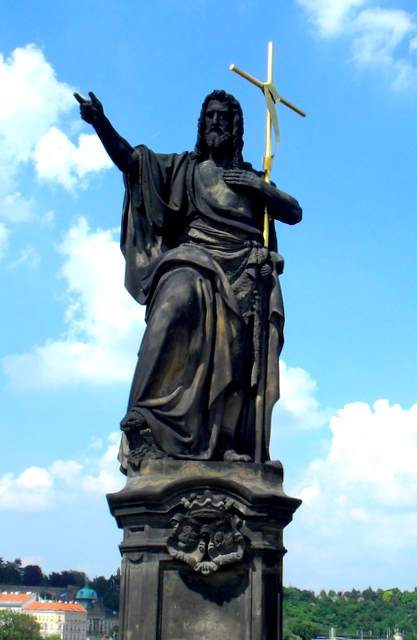
Socha sv. Jana Křtitele na Karlově mostě

Narození Jana Křtitele církev slaví 24. června (spolu s Pannou Marií jsou jedinými světci, u nichž se oslavuje jejich narození). Stětí vzpomíná 29. srpna. Stal se patronem křižáckého řádu johanitů – později nazvaných maltézští rytíři, a proto i patronem Malty a tamní katedrály v městě La Valetta, dále Burgundska, Provence a slezského města Wroclaw. Ochraňuje celou řadu profesí: tkalce, krejčí, kožešníky, koželuhy, sedláře, vinaře, hospodské, bednáře, kominíky, kováře, tesaře, architekty, zedníky, kameníky, majitele biografů, hudebníky, tanečníky, zpěváky atd. Atributem Jana Křtitele v ikonografii je velbloudí rouno, tedy kožešina oděná na nahém těle na znamení toho, že Jan žil na poušti jako poustevník. Dále mívá poutnickou hůl a dlouhé neupravené vlasy a plnovous. Nejznámějším zvykem o svátku sv. Jana je pálení tzv. svatojánských ohňů.
Hlava Jana Křtitele, sťatá na příkaz krále Heroda Antipy, byla uložena a uctívána v kapli byzantských císařů v Konstantinopoli, odkud ji údajně v roce 1203 uloupili účastníci 4. křížové výpravy. Dostala se pak darem francouzskému králi Ludvíkovi IX. Svatému, který ji vystavil ve své soukromé kapli Sainte-Chapelle v Paříži. Z této relikvie byly oddělovány částečky jako dary evropským panovníkům. Podle jiné legendární tradice se dostala do Sýrie a byla později přenesena do Umajjádovské mešity v syrském Damašku.

## Česká úcta
Jan Křtitel byl uctíván od konce 10. století. Stal se patronem mnoha kostelů, řádových chrámů benediktinů – kláštera Ostrov u Davle, kláštera sv. Jana pod Skalou, kláštera benediktinek v Teplicích (a města Teplice) a také kláštera cisterciáků v Oseku u Duchcova, kde byl chován relikviář s paží sv. Jana (dnes považován za nezvěstný). Další paže byla uctívána ve Svatovítském pokladu v Praze. Dřevěné relikviáře ve tvaru uťaté hlavy na talíři byly uctívány na různých místech, jeden příklad se dochoval ve sbírce Národního muzea v Praze. Ve znaku města Vratislav (Wroclav) je uprostřed městského znaku, na stříbrném podnosu umístěna hlava sv. Jana Křtitele. Stříbrné poprsí sv. Jana Křtitele z pražské zlatnické dílny doby gotické je vystaveno v lužickém klášteře cisterciaček – Marienstern. Některé ostatky svatého Jana Křtitele jsou uloženy v relikviáři svatého Maura na zámku v Bečově nad Teplou.